# Glaucocharis clytia
Glaucocharis clytia là một loài bướm đêm trong họ Crambidae.